# Premier League 2023-2024 (Isole Cayman)
La Premier League 2023-2024, anche nota come CIFA Foster's National League per motivi di sponsorizzazione, è stata la quarantacinquesima edizione della massima serie del campionato di calcio delle Isole Cayman. Il campionato è iniziato il 6 novembre 2023 e si è concluso il 29 aprile 2024.
Lo Scholars International è la squadra campione in carica, avendo conquistato il suo quattordicesimo titolo nazionale nella stagione 2022-2023. 

## Stagione

### Aggiornamenti
La struttura del campionato non prevede serie inferiori, per cui non ci sono state retrocessioni. In compenso, East End Utd e Sunset non si sono reiscritti alla stagione, al loro posto hanno preso parte al campionato 345 FC e Alliance.

### Formula
Le 8 squadre partecipanti giocano un girone di andata e ritorno, per un totale di 14 giornate. Al termine del campionato, la prima classificata è campione delle Isole Cayman e si qualifica per la CONCACAF Caribbean Cup 2024.

## Squadre partecipanti
| Club                   | Città       | Stagione precedente         |
| ---------------------- | ----------- | --------------------------- |
| 345 FC                 | George Town | Non iscritta al campionato  |
| Academy                | George Town | 4° in Premier League        |
| Alliance               | George Town | Non iscritta al campionato  |
| Bodden Town            | George Town | 6° in Premier League        |
| Elite                  | West Bay    | 2° in Premier League        |
| Future                 | West Bay    | 3° in Premier League        |
| Roma United            | George Town | 5° in Premier League        |
| Scholars International | West Bay    | Campione delle Isole Cayman |

## Classifica
|                                      | Pos. | Squadra                | Pt | G  | V  | N | P  | GF | GS | DR  |
| ------------------------------------ | ---- | ---------------------- | -- | -- | -- | - | -- | -- | -- | --- |
| Isole Vergini Britanniche (bandiera) | 1.   | Scholars International | 30 | 14 | 9  | 3 | 2  | 41 | 15 | +26 |
|                                      | 2.   | 345                    | 30 | 14 | 10 | 0 | 4  | 47 | 23 | +24 |
|                                      | 3.   | Bodden Town            | 29 | 14 | 8  | 5 | 1  | 33 | 16 | +17 |
|                                      | 4.   | Academy                | 22 | 14 | 7  | 1 | 6  | 36 | 24 | +12 |
|                                      | 5.   | Elite                  | 21 | 14 | 6  | 3 | 5  | 32 | 17 | +15 |
|                                      | 6.   | Alliance               | 17 | 14 | 5  | 2 | 7  | 29 | 49 | -20 |
|                                      | 7.   | Roma United            | 10 | 14 | 3  | 1 | 10 | 23 | 44 | -21 |
|                                      | 8.   | Future SC              | 1  | 14 | 0  | 1 | 13 | 11 | 64 | -53 |

Legenda:
      Campione delle Isole Cayman e ammessa alla Caribbean Cup.